# Svalboet
Svalboet (ryska: Ласточкино гнездo, ukrainska: Ластівчине гніздо) är ett slott beläget på toppen av en 40 meter hög klippa vid Svarta havet i Gaspra nära Jalta på Krim.
Byggnaden är ritad i nygotisk stil av den ryske arkitekten Leonid Sjervud och uppfördes mellan 1911 och 1912 åt den balttyske oljemiljardären Baron von Steingel. Den magnifika arkitekturen och läget gör Svalboet till en av Krims populäraste turistattraktioner.

## Historia

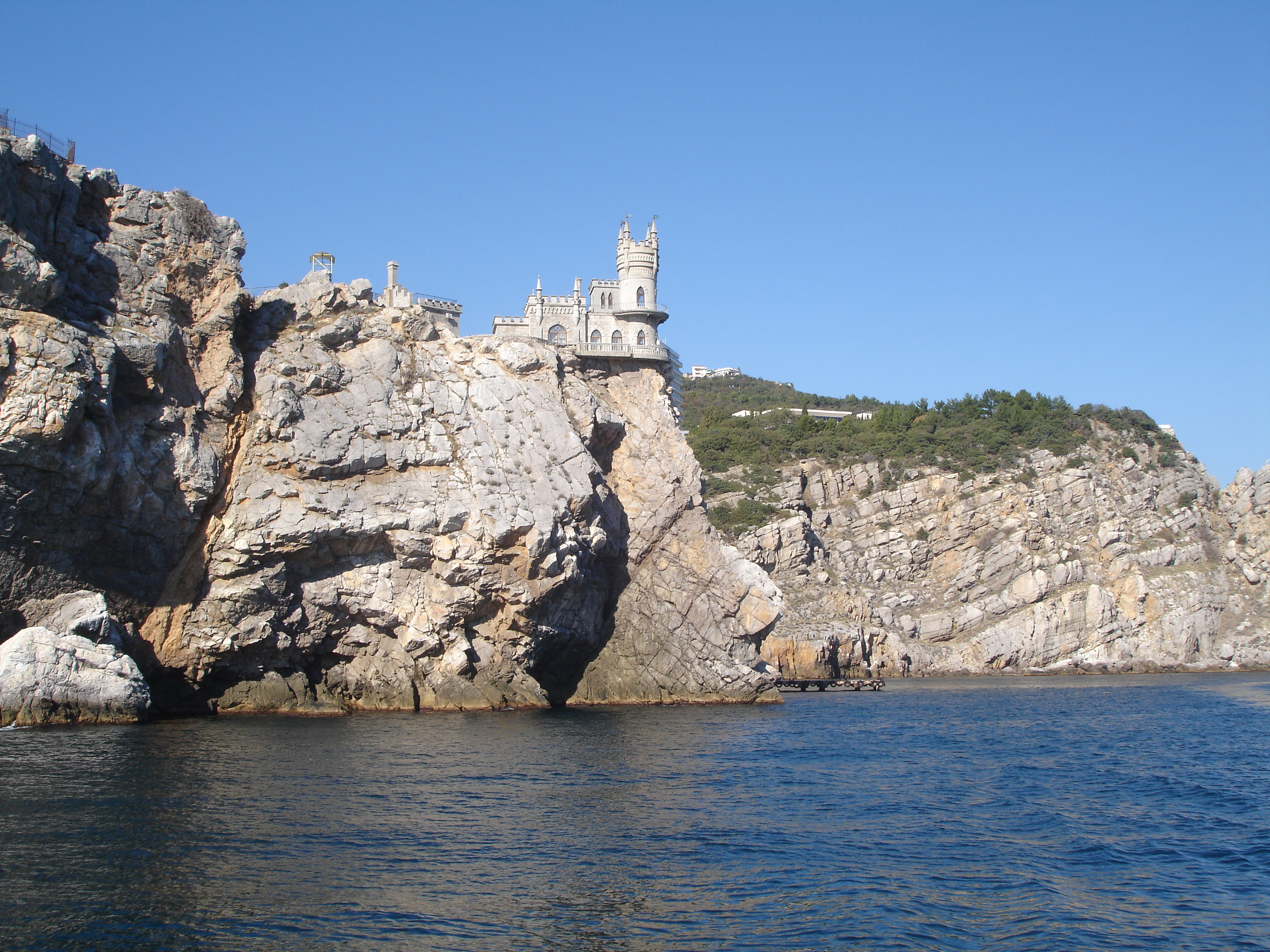
Svalboet sett från havet i väster.

Den första byggnaden på klippan byggdes ungefär 1895 åt en rysk general. Den första byggnaden han byggde var en stuga gjord av trä som hette "Castle of Love". Stugan såldes senare och köptes av A. K. Tobin, en hovläkare till den ryska tsaren. Baron von Steingel, en balttysk adelsman som blivit rik efter att ha extraherat olja i Baku, köpte trästugan 1911 och ett år efter det att han köpte stugan hade han bytt ut den mot den nuvarande byggnaden vid namn Schwalbennest. Den skotska friherrliga stilen och den nymoriska stilen introducerades på Krim på 1820-talet av Edward Blore, arkitekten för Vorontsovpalatset (1828–1846). Till skillnad från palatsen i Alupka och Koreiz är Svalboet snarare i stil med olika tyskinspired slottsdårskap, som Lichtenstein Castle, Neuschwanstein och Stolzenfels slott, trots att dess osäkra kust vid klipporna ligger parallellt med Belémtornet i Portugal eller Miramareslottet vid Triestebukten utanför Trieste i Italien.
1914 sålde von Steingel byggnaden vidare till P. G. Shelaputin för att använda den som restaurang. En kort tid efter att den Ryska revolutionen ägde rum användes byggnaden enbart som en turistattraktion. 1927 inträffade en stor jordbävning som låg på 6 till 7 på Richterskalan, men byggnaden klarade sig trots detta. Byggnaden var inte skadad, förutom några dekorationer som kastades i havet tillsammans med en liten del av klippan. Däremot fick klippan en stor spricka. På 1930-talet användes byggnaden av en läsgrupp från en resort som låg nära. Den stängdes dock senare på grund av säkerhetsrisken, med tanke på skadan klippan hade fått från jordbävningen. Därefter hölls byggnaden stängd i ungefär 40 år.
Revovering och ombyggnad av byggnaden började 1968. Projektet involverade en liten del av slottet, och samtidigt lades en betongplatta för att göra klippan starkare och mer tålig. Sedan 1975 har det funnits en italiensk restaurang som drivits inuti byggnaden. 2011 stängdes Svalboet tillfälligt under en period på tre månader, på grund av ett större renoveringsarbete som uppskattades kosta ungefär 1 200 000 hryvnia (ungefär 370 000 svenska kronor).

## I populärkulturen
Stanislav Govoruchins deckarfilm Desiat negritiat från 1987 (baserad på Agatha Christies Tio små negerpojkar) använde sig av Svalboet under inspelningen av filmen.